# Ewen Leslie
Ewen Leslie (Fremantle, 27 de julho de 1980) é um ator australiano. Em 2017, ele ganhou um Prêmio AACTA por seu papel como Pyke na segunda temporada de Top of the Lake e também apareceu ao lado de Colin Firth em The Railway Man de 2013.

## Carreira
Seu primeiro papel principal foi em Jewboy, um filme exibido no Festival de Cannes e no Sundance Film Festival. Ele desempenhou papéis principais em Three Blind Mice, Europa Morta, The Butterfly Tree e A Filha. Seus outros créditos incluem Kokoda, The Railway Man, Sleeping Beauty, The Mule, Sweet Country e The Nightingale.
Na televisão, Leslie participou das séries The Cry, Safe Harbour, Fighting Season, Deadip Gallipoli, Devil's Dust, Mabo, Redfern Now e Rake.
Em 2017, ele ganhou um Prêmio AACTA por seu papel como Pyke na segunda temporada de Top of the Lake, ao lado de Elisabeth Moss, Nicole Kidman e Alice Englert. Maureen Ryan, da Variety, escreveu que sua performance foi "sutil e poderosa", enquanto Michael Idato, no Sydney Morning Herald, escreveu: "Em um mundo em que a fama é passageira e muitas vezes içada aos imerecidos, Leslie é uma revelação adequada. Ele é um artista impressionante, talvez um dos melhores em nossas telas".
Em 2018, ele dublou o papel de Pigling Bland em Peter Rabbit.

## Filmografia

### Cinema
| Ano  | Título                      | Papel                       | Nota(s)        |
| ---- | --------------------------- | --------------------------- | -------------- |
| 1998 | Justice                     | Bully                       |                |
| 2002 | The Doppelgangers           | Fitz                        | Curta-metragem |
| 2004 | Sold Out                    | Punter                      | Curta-metragem |
| 2004 | Right Here Right Now        | Sam                         |                |
| 2005 | Jewboy                      | Yuri                        |                |
| 2005 | Live to Give                | Seb                         | Curta-metragem |
| 2005 | The Mechanicals             | Toast Man                   | Curta-metragem |
| 2006 | Kokoda                      | Wilstead                    |                |
| 2007 | Katoomba                    | Don                         | Curta-metragem |
| 2008 | Three Blind Mice            | Sam                         |                |
| 2008 | Netherland Dwarf            | Dad                         | Curta-metragem |
| 2009 | Lonely                      | Bob                         | Curta-metragem |
| 2009 | Apricot                     | Marcel                      | Curta-metragem |
| 2011 | Sleeping Beauty             | Birdmann                    |                |
| 2012 | Dead Europe                 | Isaac                       |                |
| 2012 | Suspended                   | Dave                        | Curta-metragem |
| 2013 | Scene 16                    | Luke                        | Curta-metragem |
| 2013 | The Railway Man             | Thompson                    |                |
| 2014 | The Mule                    | Detetive Les Paris          |                |
| 2015 | The Daughter                | Oliver Finch                |                |
| 2015 | Death in Bloom              | Christopher Crumples        | Curta-metragem |
| 2017 | The Butterfly Tree          | Al                          |                |
| 2017 | Sweet Country               | Harry March                 |                |
| 2017 | Face                        | James                       | Curta-metragem |
| 2018 | Peter Rabbit                | Pigling Bland               |                |
| 2018 | The Nightingale             | Goodwin                     |                |
| 2021 | Peter Rabbit 2: The Runaway | Pigling Bland               | Voz            |
| 2022 | The Stranger                | Comissário Adjunto Milliken |                |
| TBA  | Mr Pillow                   |                             | Em breve       |

### Televisão
| Ano  | Título                | Papel                           | Nota(s)                              |
| ---- | --------------------- | ------------------------------- | ------------------------------------ |
| 1993 | Ship to Shore         | Guido Bellini                   | 52 episódios                         |
| 1996 | Bush Patrol           | Dave                            | 1 episódio                           |
| 1997 | The Gift              | Boy                             | Episódio: "The Cockroach Rap"        |
| 2001 | Wild Kat              | Morgan Ritchie                  | 13 episódios                         |
| 2002 | The Road from Coorain | Reg                             | Telefilme                            |
| 2002 | The Junction Boys     | Luke Mason                      | Telefilme                            |
| 2003 | All Saints            | Tony Hunter                     | 3 episódios                          |
| 2006 | Love My Way           | Duc                             | 8 episódios                          |
| 2007 | Lockie Leonard        | John East                       | 7 episódios                          |
| 2009 | My Place              | Sr. Bracey                      | 1 episódio                           |
| 2012 | Mabo                  | Bryan Keon-Cohen                | Telefilme                            |
| 2012 | Devil's Dust          | Matt Peacock                    |                                      |
| 2012 | Redfern Now           | Sr. Parish                      | 2 episódios                          |
| 2013 | Top of the Lake       | Steve (voz)                     | Episódio: "The Edge of the Universe" |
| 2013 | Mr & Mrs Murder       | Hugo                            | Episódio: "The Course Whisperer"     |
| 2014 | Wonderland            | Nick Deakin                     | 8 episódios                          |
| 2015 | Deadline Gallipoli    | Keith Murdoch                   | 1 episódio                           |
| 2015 | No Activity           | Policial (voz)                  | 6 episódios                          |
| 2016 | Janet King            | Patrick Bocarro                 | 5 episódios                          |
| 2016 | Rake                  | Bevan Leigh                     | 3 episódios                          |
| 2017 | Top of the Lake       | Pyke                            | 6 episódios                          |
| 2017 | Sisters               | Abraham                         | 2 episódios                          |
| 2018 | Safe Harbour          | Ryan Gallagher                  | Minissérie                           |
| 2018 | Fighting Season       | Capitão Edward "Ted" Nordenfelt | Main cast                            |
| 2018 | The Cry               | Alistair Robertson              |                                      |
| 2020 | The Luminaries        | Crosbie Wells                   |                                      |
| 2020 | The Gloaming          | Alex O’Connell                  |                                      |
| 2020 | Operation Buffalo     | Leo Carmichael                  |                                      |
| 2022 | Pieces of Her         | Arthur Gibson                   | 4 episódios                          |
| TBA  | Bali 2002             |                                 | Em breve                             |